# Santa Anita (Guerrero)
Santa Anita es una localidad del estado mexicano de Guerrero. Es parte del municipio de Copanatoyac.

## Toponimia
El nombre «Santa Anita» hace referencia a la santa patrona de la localidad: Santa Ana de Nazaret.

## Demografía
| Censo | Población |
| ----- | --------- |
| 2010  | 1 408     |
| 2020  | 1 364     |